# 운명의 알리바이
운명의 알리바이(Garde A Vue, The Inquisitor) 혹은 심문관은 프랑스에서 제작된 끌로드 밀러 감독의 1981년 드라마 영화이다. 리노 벤추라 등이 주연으로 출연하였고 조지 덩시거스 등이 제작에 참여하였다.

## 출연

### 주연
- 리노 벤추라
- 로미 슈나이더
- 미셸 세로
- 기 마르샹

### 조연
- 디디에 아고스티니
- 엘자
- 피에르 마구엘론